# Teorija Z
Teorija Z je oblik upravljanja u kojem su sadržani oblici japanske prakse upravljanja i prilagođeni okruženju SAD-a. Teorija Z stavlja naglasak na kvalitetan odnos s ljudima i neformalne i demokratske odnose koji se temelje na povjerenju.
Usprkos svim tim nastojanjima da se vodi računa o ljudskoj komponenti u tvrtkama, hijerarhijska struktura ostaje netaknuta i odgovornost ostaje na pojedincu što je u totalnoj suprotnosti s načelima japanskog menadžmenta.
Ironično je što se japanski menadžment i teorija Z temelje na Demingovih 14 načela koje nisu bile prihvaćene u SAD-u. Tada je otišao u Japan i bio jedan od zaslužnijih za veliki japanski razvoj 1980-ih godina. U konačnici se ta ista teorija i načela vraćaju u SAD s mnogo zakašnjenja.